# Sultanat Wahidi d'Azzan
XVIIIe siècle – XIXe siècle
Entités suivantes :
- Wahidi Bal'haf

Le Wahidi Azzan, officiellement le sultanat Wahidi d'Azzan (en arabe : سلطنة الواحدي في عزان), était l'un des quatre sultanats Wahidi (en) à intégrer finalement le protectorat d'Aden. Sa capitale était Azzan. Il a été établi en 1830, et a cessé d'exister le 4 mai 1881, en devenant une partie du Wahidi Bal'haf. En 1967, ce sultanat a été aboli lors de la fondation de la république populaire du Yémen du Sud.

## Liste des sultans
Quatre sultans se sont succédé :
- `Ali ibn Ahmad al-Wahidi (1830 - 18..)
- Muhsin ibn `Ali al-Wahidi (1850 - 1870)
- `Abd Allah ibn `Umar al-Wahidi (1870 - 1885)
- `Abd Allah ibn Salih al-Wahidi (15 janvier 1885 - 30 janvier 1885)